# Ilovik (Mali Lošinj)
Ilovik je mjesto na otoku Iloviku, u Primorsko-goranskoj županiji.
Poštanskog je broja 51552.
Nalazi se sa sjeverne strane otoka. Prema moru su okrenute sa sjeverne i sjeveroistočne strane.
Autohtono i apsolutno većinsko stanovništvo su Hrvati, no veliki je broj nakon Drugog svjetskog rata, često i veslajući prema Italiji iselio u Sjedinjene Američke Države.
Sa sjeverozapada se do Ilovika može doći kroz Ilovička vrata.

## Stanovništvo
| broj stanovnika | 385   | 387   | 400   | 452   | 453   | 471   | 512   | 473   | 393   | 399   | 346   | 213   | 147   | 145   | 104   | 85    | 106   |
|                 | 1857. | 1869. | 1880. | 1890. | 1900. | 1910. | 1921. | 1931. | 1948. | 1953. | 1961. | 1971. | 1981. | 1991. | 2001. | 2011. | 2021. |